# Відважний Сандзюро
«Відважний Сандзюро» (яп. 椿三十郎, Цубакі Сандзюро:, відомий також під назвами «Сандзюро» та «Відважний самурай») — японський дзідайгекі-фільм 1962 року, поставлений режисером Акірою Куросавою за романом Сюгоро Ямамото «Hibi Heian» з Тосіро Міфуне в головній ролі. Фільм є продовженням стрічки «Охоронець» 1961 року.

## Сюжет
Група молодих самураїв збирається в покинутому храмі в лісі й наївно міркує про те, що необхідно влаштувати змову і повалити старого камергера, що перебуває при владі в клані, якого глава клану залишив за головного, пішовши в тривалий воєнний похід. Молоді самураї невдоволені похмурістю, скупістю і твердістю камергера в питаннях управління. Їм неначе співчуває керівник Кікуї, який на словах обіцяє їм підтримку в здійсненні змови.
В розпал таємних зборів самураї дізнаються, що їхня розмова була підслухана немолодим самотнім самураєм-роніном (Тосіро Міфуне), який збирався ночувати в тому храмі, де вони зібралися. Він пояснює їм, що, швидше за все, камергер правий, а керівник лише лицемірить. У той самий момент він з'ясовує, що храм виявляється оточеним воїнами клану, а це означає, що він має рацію і керівник збирається вбити молодих самураїв-змовників. Стає зрозумілим, що справжню змову влаштував керівник, який спровокував молодих самураїв на виступ проти скупого, але раціонального та чесного камергера, а сам хотів захопити владу. Досвідчений ронін вирішує допомогти молодим і недосвідченим самураям, яких він хоч і зневажає за їх дурощі, та все ж ховає під підлогою храму, а сам обманює воїнів клану та їхнього проводиря. Побачивши, як майстерно ронін б'ється, проводир Ханбей Мурото (Тацуя Накадай) пропонує йому прийти й найнятися на службу в клан. Пізніше ронін скористався цією пропозицією для чергового порятунку молодих самураїв, а також і для порятунку старого камергера.
Потім молоді самураї за порадою роніна ховаються в самому клані, в сусідньому будинку з палацом правителя, ронін пояснює це тим, що їх ніхто не здогадається шукати прямо у себе під носом. Самураї дізнаються про те, що камергер і його сім'я заарештовані керівником. Знову завдяки гострому розуму і мечу роніна їм вдається звільнити дружину і доньку камергера. Дружина камергера запитує ім'я у такого досвідченого роніна, але бродячий самурай відмовляється називати своє справжнє ім'я, замість цього, дивлячись на дерево камелії він представляється як «Цубакі Сандзюро», що дослівно означає 30-річна камелія. Ронін фактично стає лідером цієї групи самураїв, він поводиться зовні байдуже до інших, ненав'язливо даючи розумні поради, які завжди виявляються вірними. Цубакі також постійно утримує гарячих і недосвідчених самураїв від поспішних дій. При всьому цьому ронін частенько примудряється спати, позіхати, і зовні поводитися дуже розслаблено.
У результаті Цубакі Сандзюро, який вкорінюється в оточення керівника за допомогою запрошення Ханбея Мурото, посилає майже всіх воїнів клану хибним слідом переслідувати самураїв, а сам, керуючи ними, сприяє звільненню камергера й арешту керівника та його поплічників.
Після усіх подій відбувається зустріч камергера, його сім'ї та тієї самої групи самураїв. Усі вони чекають приходу роніна, який їх урятував, але той спізнюється. Камергер говорить, що зрадники були покарані: керівник покінчив життя самогубством, а в його спільників конфіскували сімейні імена та знищили маєтки, проте камергер зберіг їм життя. Ронін «Цубакі Сандзюро» так і не приходить на зустріч, замість цього він іде своєю дорогою, таким чином відмовляючись залишитися в клані й зайняти там почесне і високе місце. Дружина камергера говорить самураям наздогнати роніна, що вони й виконують. Проте камергер розуміє, що цей великий ронін не повернеться, що він незалежний воїн і не може залишитися працювати на клан, що в нього свій шлях. Самураї наздоганяють роніна і бачать, що той стоїть поряд з Ханбеєм Мурото. Розумний і досвідчений глава військових Ханбей Мурото, якого роніну вдавалося обманювати, почуває себе обдуреним і збезчещеним. Попри те, що ронін висловлює Ханбею свою повагу і небажання битися, Ханбей наполягає на оголенні мечів, інакше його честь не буде відновлена і він не зможе спокійно жити далі. Ронін просить не чіпати молодих самураїв, якщо сам загине. Проте він перемагає в поєдинку. «Сандзюро» злиться, що убив людину так сильно схожу на нього самого. Таємничий ронін-одинак, що з'явився з нізвідки, прощається із самураями, які перебувають від нього в захопленні, та йде в нікуди.

## У ролях
| • Тосіро Міфуне     | … | Сандзуро Цубакі, самурай |
| • Тацуя Накадай     | … | Ханбей Мурото            |
| • Кейдзю Кобаясі    | … | шпигун                   |
| • Юдзо Каяма        | … | Йорі Идзака              |
| • Рейко Дан         | … | Тідорі, дочка Муцути     |
| • Такасі Сімура     | … | Курофудзі                |
| • Каматарі Фудзіара | … | Такебаяси                |
| • Такако Іріе       | … | дружина Муцути           |
| • Масао Сімідзу     | … | Кікуї                    |
| • Юноске Іто        | … | Муцута                   |

## Знімальна група
- Автори сценарію — Рюдзо Кікусіма, Хідео Огуні, Акіра Куросава за романом Сюгоро Ямамото «Nichinichi heian»
- Режисер-постановник — Акіра Куросава
- Продюсери — Рюдзо Кікусіма, Томоюкі Танака
- Оператори — Фукудзо Коїдзумі, Такао Сайто
- Композитор — Масару Сато
- Художник-постановник — Йосіро Муракі

## Визнання
| Нагороди та номінації фільму «Відважний Сандзюро» | Нагороди та номінації фільму «Відважний Сандзюро» | Нагороди та номінації фільму «Відважний Сандзюро» | Нагороди та номінації фільму «Відважний Сандзюро» | Нагороди та номінації фільму «Відважний Сандзюро» | Нагороди та номінації фільму «Відважний Сандзюро» |
| Рік                                               | Кінофестиваль/кінопремія                          | Категорія/нагорода                                | Номінант                                          | Результат                                         |                                                   |
| ------------------------------------------------- | ------------------------------------------------- | ------------------------------------------------- | ------------------------------------------------- | ------------------------------------------------- | ------------------------------------------------- |
| 1963                                              | Премія Kinema Junpo                               | Найкращий актор                                   | Тацуя Накадай                                     | Перемога                                          |                                                   |